# El Pimiental Dos
El Pimiental Dos är en ort i Mexiko.   Den ligger i kommunen Candelaria och delstaten Campeche, i den östra delen av landet, 900 km öster om huvudstaden Mexico City. El Pimiental Dos ligger 118 meter över havet och antalet invånare är 260.
Terrängen runt El Pimiental Dos är platt. Runt El Pimiental Dos är det glesbefolkat, med 11 invånare per kvadratkilometer. Närmaste större samhälle är Nuevo Campeche, 8,0 km väster om El Pimiental Dos. I omgivningarna runt El Pimiental Dos växer i huvudsak städsegrön lövskog.